# Kumo slott

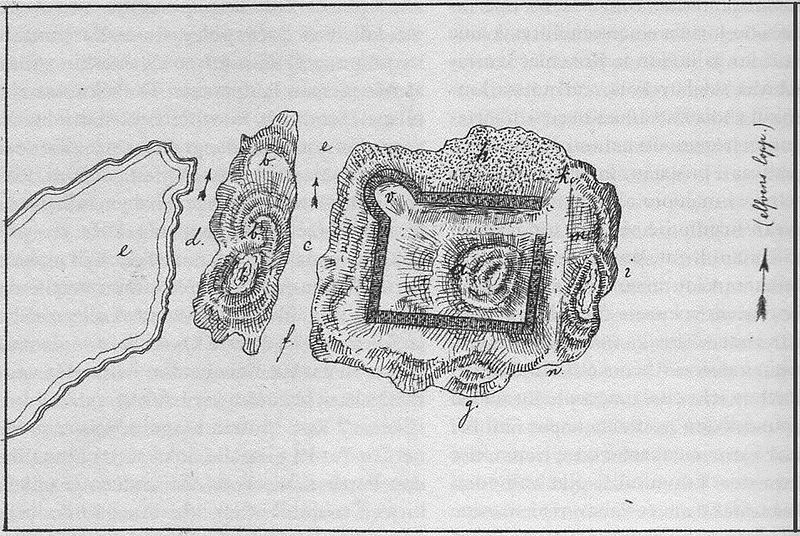
Planritning av Kumo slott, H.A. Reinholm 1868.

Kumo slott (finska: Kokemäen linna) var en medeltida fästning i Kumo socken i landskapet Satakunda i Finland. Det var beläget på en ö i Kumo älv.
Det antas att Kumo slott uppfördes 1324–1325 när Mats Kettilmundsson var hövitsman i Finland. Slottet var det första residenset i Kumogårds län. Det revs 1367 när Kung Albrekt anmodade Didrik Viereggede, Nils Kettilsson och Ernst van Dotzem att riva Kumo slott och bygga upp det på annat ställe. När slottet var rivet, uppfördes ett nytt slott Aborch (Åborg), men dess plats är inte känd. Det är möjligt att Aborch var beläget på samma ö i Kumo älv som Kumogårds kungsgård.
Den enda stora utgrävningen i Kumo slottsholmen gjordes 1886 av arkeolog Hjalmar Appelgren.